# Роберт Бузер
Роберт Бузер (нім. Robert Buser, 6 жовтня 1857 — 29 березня 1931) — швейцарський ботанік, куратор «Гербарія Декандоля»:157.

## Біографія
Народився 1857 року в м. Аарау, Швейцарія.
Навчався в університетах Женеви, Цюріха та Страсбурга. 1884 року став куратором «Гербарія Декандоля». 1924 року через сліпоту перервав свою діяльність.:157
Помер 1931 року в м. Женева.

## Наукова діяльність
Після початку регулярної публікації таксономічних та флористичних статей, він зосереджувався, зокрема, на Salix та різних родах Rosaceae, особливо Alchemilla. Йому також подобалося вивчати історію ботаніки в сусідній бібліотеці. У 1921 році його колекцію було включено до колекції міста Женева, але завдяки чудовим знанням Бузер продовжував робити цінний внесок, поки не вийшов на пенсію через чотири роки.
Є автором понад 660 таксонів.

## Вшанування
На честь Роберта Бузера названо рід Buseria T.Durand.